# Galium wigginsii
Galium wigginsii är en måreväxtart som beskrevs av Lauramay Tinsley Dempster. Galium wigginsii ingår i släktet måror, och familjen måreväxter. Inga underarter finns listade i Catalogue of Life.